# Södermanlands runinskrifter 49
Södermanlands runinskrifter 49 är en vikingatida runsten i Ene i Stigtomta socken och Nyköpings kommun i Södermanland.  Runsten är 1,8 meter hög, 0,8 meter bred och 40 till 50 centimeter tjock. Runhöjden är 9 till 11 centimeter.

## Inskriften
Translitterering av runraden:
þurþr : auk : tuki + raistu + stain + þansi + aftiʀ + bysiu ++ faþur sin ¤ han + uarþ tauþr : o kniri :
Normalisering till runsvenska:
Þorðr ok Toki ræistu stæin þannsi æftiʀ Bysiu, faður sinn. Hann varð dauðr a knarri.
Översättning till nusvenska:
Tord och Toke reste denna sten efter Bysja sin fader. Han dog på knarren.
Namnet Bysiu förekommer endast på denna runristning och torde ursprungligen ha varit ett öknamn. Ordet kniri syftar på en knarr, alltså ett handelsfartyg.